# Parafia św. Franciszka z Asyżu w Niegowonicach
Parafia świętego Franciszka z Asyżu w Niegowonicach – parafia rzymskokatolicka, znajdująca się w diecezji sosnowieckiej, w dekanacie łazowskim.